# Wang Čen (chodec)
Wang Čen (čínsky pchin-jinem Wáng Zhèn, znaky zjednodušené 王镇; * 24. srpna 1991) je čínský atlet.

## Kariéra
Na Letních olympijských hrách 2012 v Londýně získal bronzovou medaili v chůzi na 20 kilometrů. Na Letních olympijských hrách 2016 v Rio de Janeiro se mu v té samé disciplíně podařilo vyhrát zlato, když o 12 sekund porazil svého krajana Čchaj Ce-lina.